# خان الصدرانية
خان الصدرانية وهو أحد الخانات التاريخية في مدينة دمشق القديمة، بني في العهد العثماني، ويختلف مخططه عن باقي الخانات بسبب ضيق مساحة الأرض، والمكون من ساحة مستطيلة يحيط بها 13 عشر مخزناً، أما غرف الطابق العلوي فهي مهدمة ومهجورة.

## طالع ايضاً
- معنى خان في العمارة الدمشقية مصطلحات معالم دمشق.
- تاريخ الخانات في دمشق.